# کانانگامووا
کانانگامووا (به لاتین: Kanangamuwa) یک منطقهٔ مسکونی در سری‌لانکا است که در استان مرکزی (سری‌لانکا) واقع شده‌است.